# Heikhalot

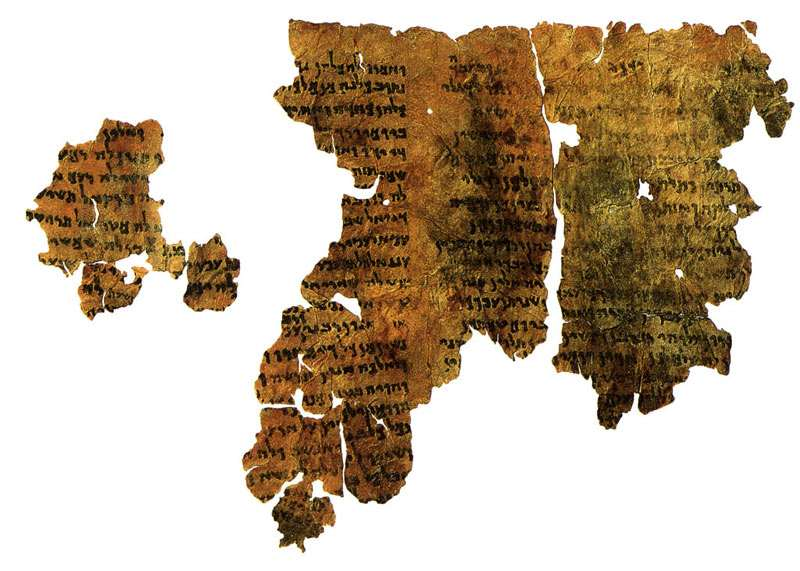
Frammenti del Libro di Enoch

Nella religione ebraica, secondo la Cabala, con la parola in ebraico Heikhalot, היכלות (a volte traslitterato Heichalot o Hekhalot), il testo Sefer haZohar intende i palazzi celesti a cui si ha accesso per concessione divina: il riferimento verte sull'esistenza del Regno celeste di Dio. La loro descrizione, tramandata da Rabbi Shimon bar Yochay, fa parte della Torah celeste.
Il genere della Letteratura Heikhalot si sovrappone alla letteratura Merkavah o del "Carro", relativa al carro di Ezechiele, così i due generi sono a volte indicati insieme come "Libri dei Palazzi e del Carro" (ספרות ההיכלות והמרכבה - seforim haHeikhalot ve haMerkavah). La letteratura Heikhalot è un genere di testi ebraici esoterici e rivelatori, prodotti tra la tarda antichità - alcuni credono dai tempi del Talmud o precedenti - ed il primo Medioevo.
Molti motivi della successiva Cabala si basano sui testi Heikhalot e la letteratura Hekhalot stessa si basa su fonti precedenti, tra cui le tradizioni sulle ascensioni celesti di Enoch trovate nei Rotoli del Mar Morto e i testi pseudoepigrafi della Bibbia ebraica (Tanakh).
Secondo l'Halakhah ebraica il definito "testo di Enoch" risulta "apocrifo" ed è quindi "proibito"...

## Testi
Tra i testi Heikhalot si annoverano:
- Hekhalot Zutartey ("I Palazzi Inferiori"), che narra l'ascesa di Rabbi Akiva;
- Hekhalot Rabbati ("I Palazzi Superiori"), o Pirkei Hekhalot, che narra un'ascesa di Rabbi Ishmael;
- Maaseh Merkabah ("Resoconto del Carro"), una collezione di inni recitati dai  "discendenti" e uditi durante la loro ascesa;
- Merkhavah Rabbat ("Il Grande Carro"):
- Sepher Hekhalot ("Libro dei Palazzi", noto anche col titolo Terzo libro di Enoch)

Altri testi simili sono:
- Re'uyyot Yehezqel ("La Visione di Ezechiele")
- Masekhet Hekhalot ("il Trattato dei Palazzi")
- Shi'ur Qomah ("Misura del Corpo Divino")
- Sepher Ha-Razim ("Libro dei Misteri")
- Harba de Moshe ("La Spada di Mosè")
- Alfabeto di Akiba ben Joseph

## Datazione
La letteratura Heikhalot è post-rabbinica e non rientra quindi nella letteratura rabbinica  ma, poiché viene data in continuità con la letteratura rabbinica, viene spesso citata come pseudoepigrafica.

## Contenuti dello Zohar

### I movimenti nella luce celeste
(Menachem da Recanati, Commento alla Genesi)
In parte del testo vengono descritti i movimenti interni alla luce celeste, quasi disegni movimentati circolari in differenti sensi contemporaneamente o "evoluzioni" infinite e magnifiche ma anche in linee, oltre allo stato "immobile". Inoltre viene scritto che non risulta sempre possibile individuare un punto di luce celeste attraverso un'osservazione visiva continuativa, ma non intravedere i "punti di luce" in modo preciso: di questa condizione discute anche Chaim Luzzatto nel testo "KLaCh Pischey Chokhmah, 138 Aperture di Saggezza (Ap. 88-89)"; tale visione mistica ne permette anche la visuale totale.
Si afferma inoltre che, nella luce celeste è possibile la manifestazione di angeli ed altre figure mistiche ivi descritte. Alle porte celesti si accede tramite la rivelazione dei Nomi di Dio le cui chiavi vengono consegnate agli angeli; i palazzi celesti sono ancora rivelazioni eterne della volontà divina. Nelle stanze celesti (sono otto) hanno luogo rivelazioni ed apparizioni dell'onnipotenza divina.